# دی‌ای‌دی‌ال‌ایی
دی‌ای‌دی‌ال‌ایی (به انگلیسی: DADLE) یک ترکیب شیمیایی با شناسه پاب‌کم ۶۹۱۷۷۰۷ است.